# Íquira
Íquira (Del Quechua Ikir = Tierra cortada y Kira = Ranas, Tierra de las Ranas) y (Paez Antiguo Yavilco = Montes Altos o Lugar de observación) es un municipio colombiano situado en el departamento del Huila. Según el censo de 2018, tiene una población de 9248 habitantes.
Fue fundado por Francisco Martínez de Ospina en 1694.
Tiene una superficie de 532 km² y su cabecera municipal se encuentra a una altitud de 1400 metros sobre el nivel del mar.
Gran parte del sistema económico local gira en torno a la producción agropecuaria, con predominio del monocultivo de café. También reviste importancia la ganadería extensiva. Existen asimismo plantaciones de cacao, yuca, plátano, maíz, etc. La economía del sector secundario se limita al procesamiento artesanal de productos lácteos y otros alimentos tradicionales.
Es conocida como la «Ciudad Luz del Huila», por haberse construido allí la primera planta hidroeléctrica del departamento.

## Toponimia
El nombre de ÍQUIRA procede del quechua IKIR = Tierra cortada y KIRA = Ranas, puesto a que este nombre lo colocaron los Yanaconas que llegaron en la expedición de Sebastuan de Belalcazar según las Crónicas de Fray Pedro Simón.

## Historia
Los primeros moradores de la zona fueron los indígenas paeces quienes llamaban al lugar Yavilco que significa montes altos que habitaron la zona en hasta el siglo XV y que estuvieron dentro de la confederación Pijao que se estableció allí durante la conquista Caribe. A la llegada de los españoles a cargo de Sebastián de Belalcazar fue habitada por indios Yanaconas de lengua quechua quienes colocaron el nombre de Ikira o iquira que significa Lugar donde habitan muchas ranas, esto dado a las lagunas que se encontraban en el lugar. 
En 1612 los franciscanos se establecieron en el poblado y, con el propósito de difundir la fe católica entre los aborígenes, en 1656 fundaron un centro de doctrina e impusieron a San Francisco de Asís como su patrono.
En 1672 los capitanes Francisco Perdomo de Betancourt, Francisco Trujillo y Castro, Alfonso de Montealegre y otros trataron de elevar el caserío a la categoría de villa con el nombre de Callejón de Iquira. Este intento no prosperó, razón por la cual el pueblo fue abandonado.
Por orden de Francisco Martínez de Ospina, en 1694 se oficializa la fundación del poblado con el nombre de San Francisco de Iquira. La localidad se levantaba en lo que actualmente se conoce con el nombre de Callejón. Exactamente se trata de los territorios de las fincas El Carmen, La Mestiza y San Mateo.